# Kitaca

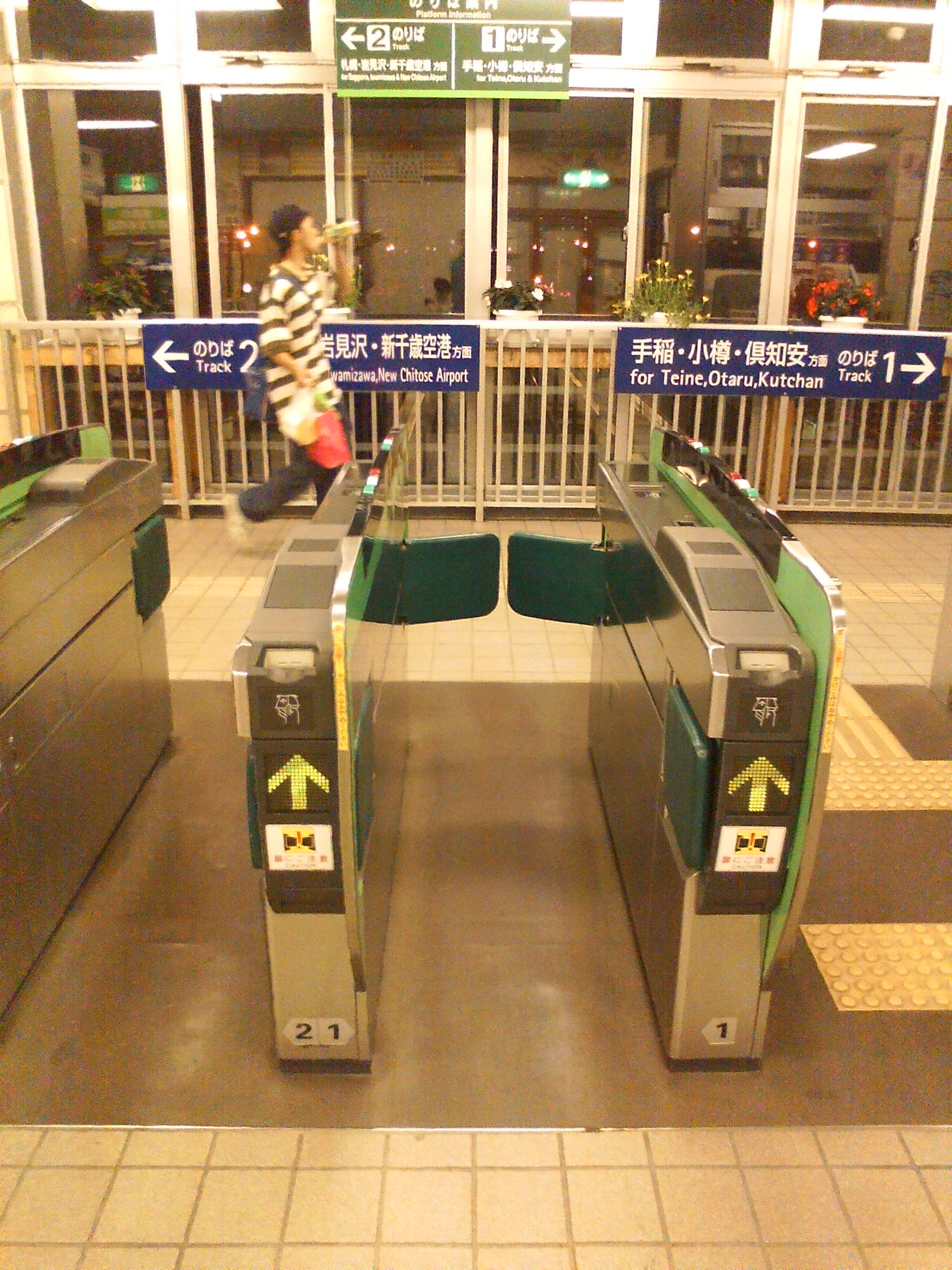
改札機に設置されたKitacaリーダ（発寒中央駅にて2008年7月6日撮影=使用開始前=）

改札機での利用方法

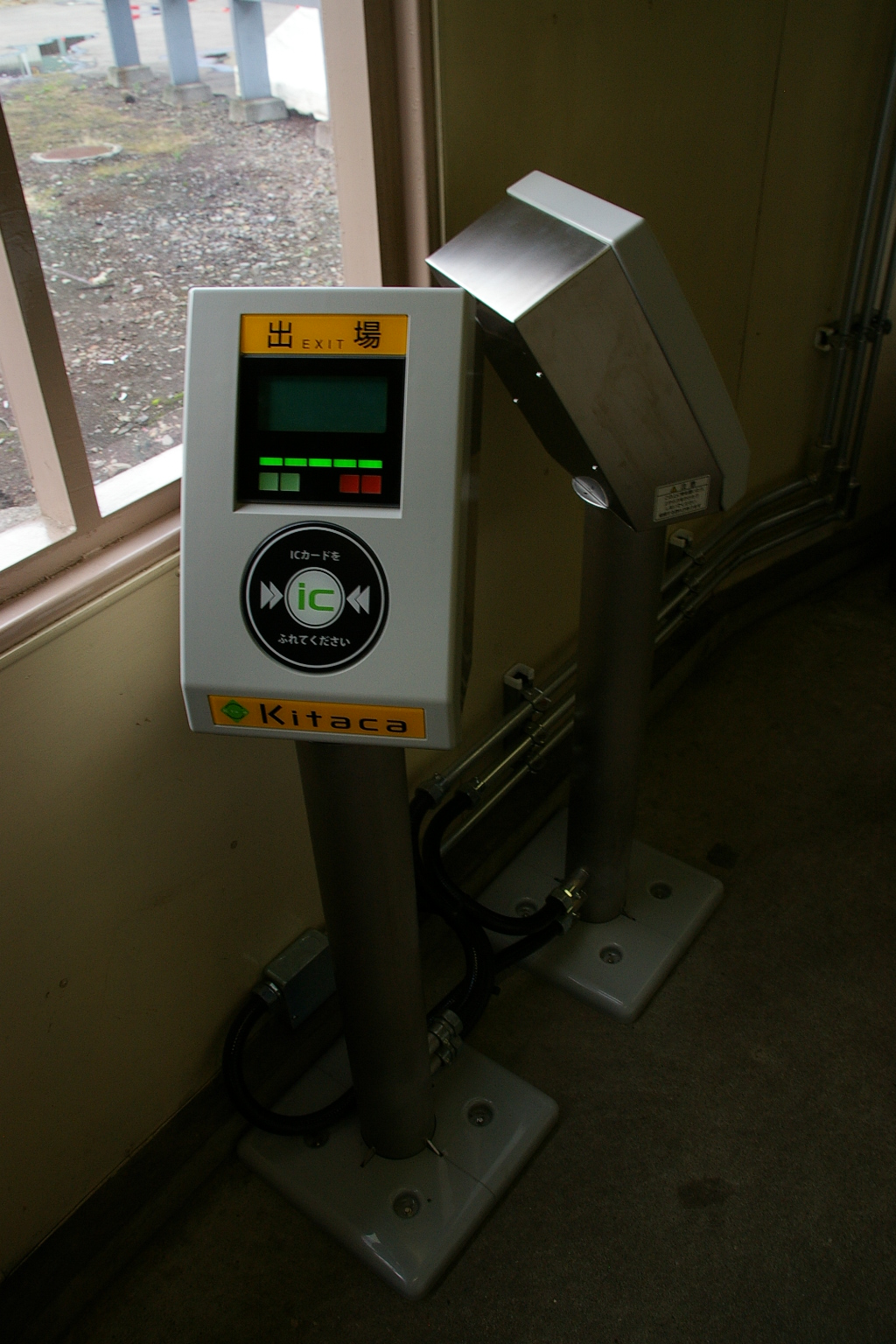
簡易改札機
（苗穂工場入口）

Kitacaを使用可能な自動販売機

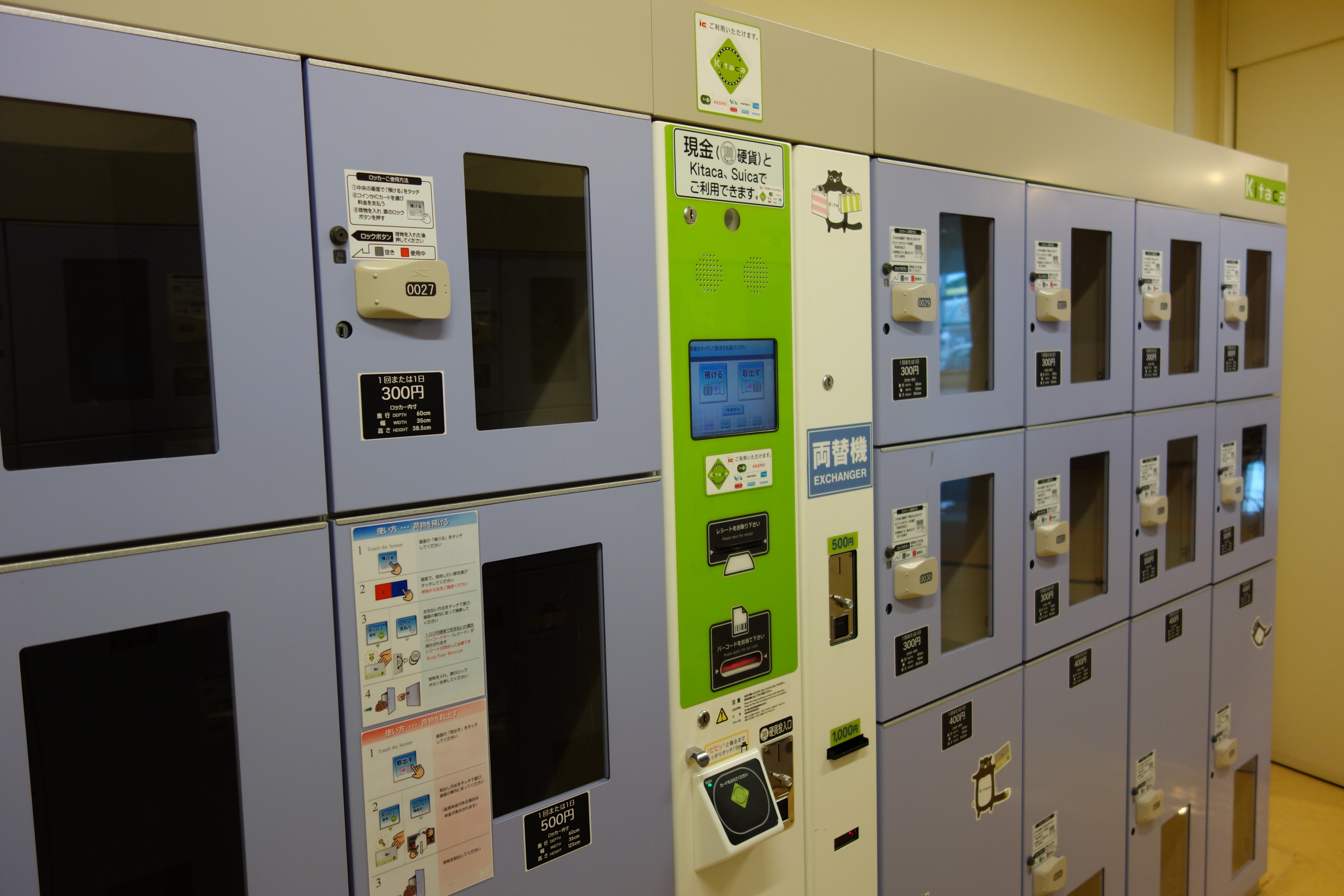
Kitacaを使用可能なコインロッカー（函館空港）

Kitaca（キタカ）は、北海道旅客鉄道（JR北海道）が2008年10月25日に導入したICカード乗車券である。

## 概要
JR北海道は2009年初めを目処にICカードの導入を目指して準備を進めていた。システムなどの仕様検討が順調に進んだことから、予定を前倒して2008年10月25日から利用が開始された。
「Kitaca」という名称は、「JR北（キタ）海道のICカード」に由来する。
2008年7月にはJR北海道の主要駅構内および列車内に「はじめまして、キタカです。」という告知ポスターが掲示され、札幌駅にはサービス開始を告知する電光掲示板も設置された。各種機器の動作検証のため、同年8月中旬から社員モニター試験、10月1日からは一般公募によるモニター試験が実施された。一般公募のモニターには募集人数500名に対して、5,219名の応募があった。
導入後1カ月で、Kitaca定期券は約33,000枚、記名・無記名Kitacaは約45,000枚と発行枚数を順調に伸ばしたが、想定を上回るペースだったため、カードの在庫が追いつかない事態となり、2008年11月27日から2009年1月20日まで無記名Kitacaと記名Kitacaの発売が中止された。2022年8月末日現在の発行枚数は約196万枚である。
サイバネ規格に準拠するICカードで、カードの裏面の右下に記載の番号は「JH」で始まる17桁の英数字である。「JH」はJR北海道の英語表記「JR Hokkaido」から採ったものである。
2006年11月24日からJR北海道の登録商標（日本第5005206号ほか）となっている。称呼には「キタカ」の他に「キタキャ」も登録されている。
電子マネー機能は2009年3月14日からサービスを開始した。サービス開始当初から、Suica電子マネー加盟店でも利用可能。
Suica、SAPICAなどで実施しているオートチャージは、行っていない。
キャラクターは、札幌市在住のイラストレーター・絵本作家そらによりデザインされた、エゾモモンガをモデルにしたものである。キヨスクなどではキャラクターをあしらったKitaca関連グッズが販売されている。

## カードの種類
無記名Kitaca・記名Kitaca・Kitaca定期券は、Kitaca利用可能エリア内の自動券売機および「みどりの窓口」で発行する。カード発行時にデポジット（預り金）500円が必要となる。これはカード不要時に返却される。ストアードフェアの上限額は2万円。また手数料220円で払い戻しが可能である。残額が220円以下の場合は払い戻し額はデポジットのみ。
また、クレジットカード一体型Kitacaがカード会社等により発行されている。 
なお、発行時と追加入金については、当初はみどりの窓口でクレジットカードでの支払いが可能だったが、換金目的などの乗車以外での利用が目立ったため、2008年12月25日より現金のみとなり、Kitaca定期券の購入以外にクレジットカードは使用できなくなった。ただし、クレジットカード一体型Kitacaは、同一カードに限り、クレジットカード部分からKitaca部分へのチャージが、みどりの窓口で取り扱っている。
Kitacaでは、モバイル対応は実施されていないが、モバイルSuicaのKitacaエリアにおける利用は可能である。なお、2027年春からKitacaエリア内におけるモバイル定期券をモバイルSuicaで発売する予定である。ただし、Kitacaエリア内におけるモバイルSuica定期券は、Kitaca同様に特急定期券「かよエール」は対象外となる。
無記名Kitaca
- 汎用タイプのカード。紛失時の再発行はできない。
- 発売種別は大人のみ。このカードのみKitaca対応自動券売機でも購入可能。
- 発売額は、デポジット500円とストアードフェア1,500円の合計2,000円となる。

記名Kitaca
- 氏名などを記載したカード。紛失時は手数料520円とデポジット500円の合計1,020円で再発行可能。
- 発売種別は大人／小児。
- 発売額は、デポジット500円とストアードフェア1,500円の合計2,000円となる。

Kitaca定期券
- 記名Kitacaに定期券機能を追加したカード。基本的に記名Kitacaと同様のサービスとなる。
- 有効期間は1ヶ月・3ヶ月・6ヶ月の3種類がある。
- 購入時に新たにKitacaを発行する場合はデポジット500円が別途必要。
- 特急定期券「かよエール」、鉄道線とジェイ・アール北海道バスとの連絡定期券はKitaca定期券では発売されない。

クレジットカード一体型Kitaca
- 定期券機能の付加はできない。
- カード発行の際にデポジットは不要。なお、入会金や年会費はカードの種類によって異なる。
- 現在発行されているカードは以下のカードである。
  - JRタワースクエアカード Kitaca[16]
    - ANAマイレージクラブ機能付きの「JRタワースクエアカード ANA Kitaca」も2011年12月15日募集開始[17][18]。

  - イオンカード Kitaca[19]
  - 道銀キャッシュ・クレジットカードKitaca[20]
    - 北海道銀行のキャッシュカード機能付きクレジットカード（Visa）

  - clover Kitaca
    - 北洋銀行のキャッシュカード機能付きのクレジットカード。2012年6月28日募集開始[18][21]

## 利用可能なエリア

### JR北海道

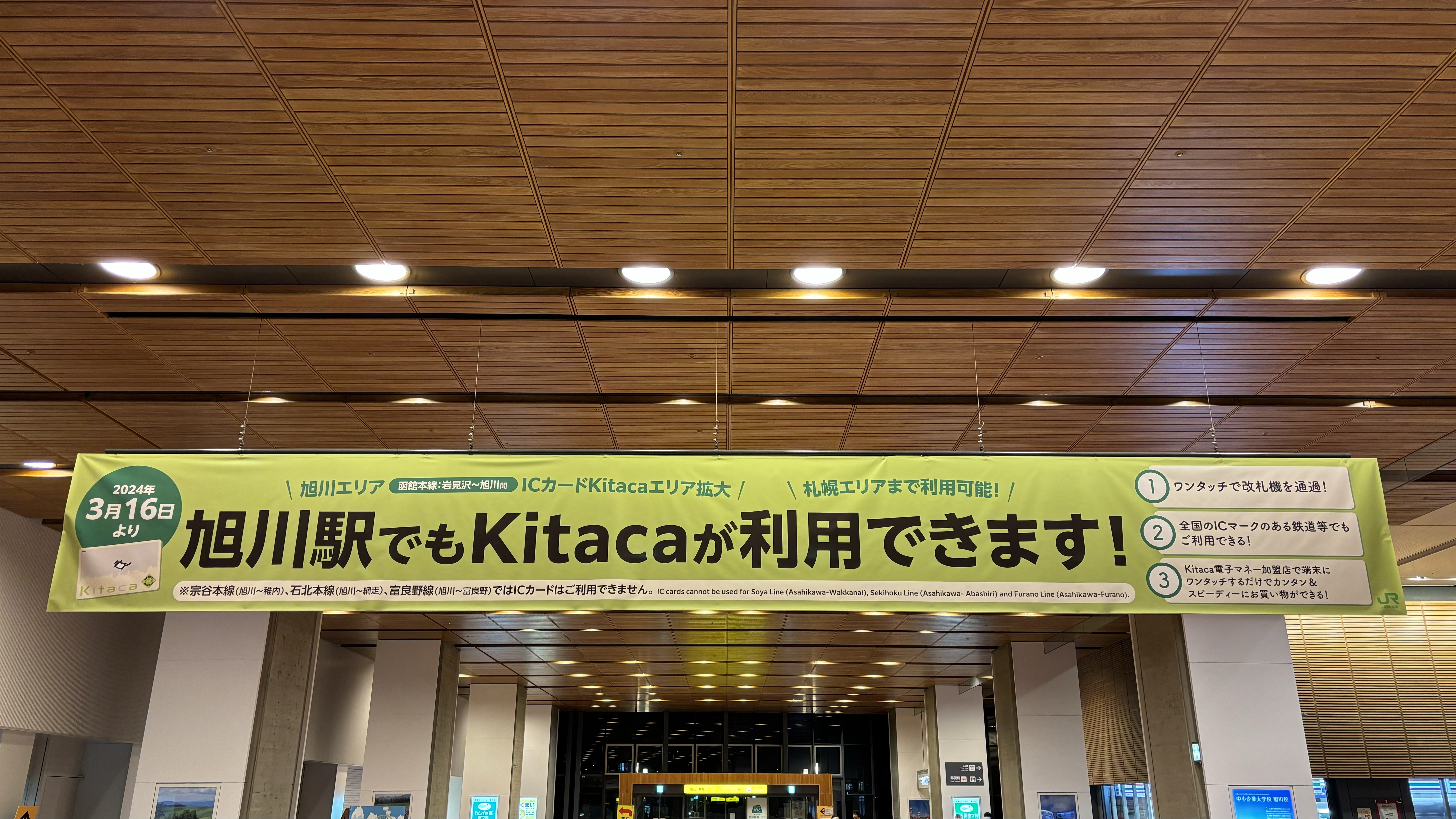
旭川駅が2024年3月16日から利用可能エリアに含まれることを告知する横断幕

以下の札幌・旭川エリア69駅、函館エリア6駅で利用可能（札幌・旭川エリアと函館エリアを跨ぐ利用は不可）。原則として有人駅では自動改札機、無人駅では簡易Kitaca改札機での入出場となる。
札幌・旭川エリア
- 函館本線
小樽駅 - 旭川駅間
- 千歳線
白石駅 - 沼ノ端駅間、南千歳駅 - 新千歳空港駅間
- 室蘭本線
沼ノ端駅 - 苫小牧駅間
- 札沼線（学園都市線）
桑園駅 - 北海道医療大学駅間

函館エリア
- 函館本線
函館駅 - 新函館北斗駅間

利用時の注意

相互利用相関図

- ICカード取扱規則により、途中下車の取り扱いはなく、入場後は当日限り有効とされる。札幌駅 - 深川駅間など乗車区間が101 km以上の場合も同様となるため、該当する区間で途中下車制度を利用したい場合は、従来通り乗車券を購入する必要がある。
- 学生割引、ジパング倶楽部等の割引が適用されないので、割引運賃を利用する場合は従来通り乗車券を購入する必要がある。
- 無人駅で車掌が乗車券類を回収している際は、Kitaca等を車掌に提示して改札機にタッチする。またワンマン列車では、下車時に運転士に提示してから駅の簡易Kitaca改札機にタッチする。
- 発着駅がエリア内の場合でも、沼ノ端駅 - 岩見沢駅間で追分駅を経由するなどエリア外を経路に含む場合にはあらかじめ乗車券を購入する必要がある。

## 沿革
- 2006年（平成18年）4月27日 - JR北海道がICカード出改札システムを導入すると発表[1]。
- 2007年（平成19年）6月13日 - ICカードの名称がKitacaに決定する[2]。
- 2008年（平成20年）
  - 10月25日 - Kitacaのサービスを開始[3]。当初のサービス利用可能エリアは札幌圏（函館本線の小樽駅 - 岩見沢駅間、千歳線の白石駅 - 沼ノ端駅間と南千歳駅 - 新千歳空港駅間、室蘭本線の沼ノ端駅 - 苫小牧駅間、札沼線〈学園都市線〉の桑園駅 - 北海道医療大学駅間）の各駅[22]。記念Kitaca（2,000円）を札幌駅・小樽駅・手稲駅・桑園駅・江別駅・岩見沢駅・新札幌駅・千歳駅・苫小牧駅の9駅で限定計10,000枚発売。
  - 11月27日 - 発売数多数の為、カードの在庫が追いつかない事態となり、在庫確保が整うまで、定期券のみの発売とすることとした[7]。
  - 12月24日 - クレジットカードによるKitacaへのチャージ並びにKitaca定期券以外のKitacaのクレジットカードによる新規発売を終了[14]。25日から現金のみの取り扱いとなる。
- 2009年（平成21年）
  - 1月21日 - 記名・無記名Kitacaの発売再開[8]。
  - 1月28日 - サービス開始以降の発売枚数が累計10万枚を突破[23]。
  - 2月19日 - 利用取り消し操作の際の印字の痕跡を残したまま、カードを再利用して他の利用客に提供していたことが判明。そのため、カードの再利用について同一客に対してのみに変更したうえで、本人以外の痕跡が残っているカードの交換を実施した。
  - 3月14日 - Kitaca電子マネーのサービス及びSuicaとの相互利用を開始[10][11]。記念Kitaca（2,000円）を札幌駅で限定10,000枚発売。
  - 10月25日 - デビュー1周年記念Kitaca（2,000円）を札幌駅で限定10,000枚発売。サービス開始以降の発売枚数が累計20万枚を突破[24]。
- 2010年（平成22年）3月15日 - 初のクレジットカード一体型Kitacaとなる、JRタワースクエアカード Kitacaを発行開始[16]。
- 2011年（平成23年）3月1日 - イオンカード Kitacaを発行開始[19]。
- 2012年（平成24年）
  - 3月12日 - 道銀キャッシュ・クレジットカードKitacaを発行開始[20]。
  - 5月20日 - 北海道デスティネーションキャンペーン記念Kitaca（2,000円）を札幌駅で限定10,000枚発売[25]。
  - 6月28日 - clover Kitacaの募集を開始[21]。
- 2013年（平成25年）
  - 3月23日 - TOICA・ICOCA・SUGOCA・PASMO・manaca・PiTaPa・nimoca・はやかけんとの相互利用（電子マネーサービスはPiTaPaを除く）開始[26]。交通系IC カード全国相互利用サービス開始記念Kitaca（2,000円）を札幌駅で限定5,000枚発売[27]。
  - 6月22日 - SAPICAエリアでの片利用開始。
- 2017年（平成29年）3月4日 - 千歳線の美々駅が廃止。交通系ICカード全国相互利用サービス対応駅が廃止される初のケースとなった。
- 2022年（令和4年）3月20日 - ロイズコンフェクトが、「ロイズタウン駅開業記念Kitaca」を数量限定で予約販売を開始[28]。
- 2024年（令和6年）
  - 3月16日 - 函館エリア（函館本線の函館駅 - 新函館北斗駅間）と旭川エリア（函館本線の岩見沢駅 - 旭川駅間、札幌エリアと一体運用）でサービス開始[29]。障がい者用Kitacaを新たに発売開始[30]。
- 2027年（令和9年）
  - 春以降 - KitacaエリアにおいてモバイルSuica定期券を発売する予定[15]。